# Диого Катарино
Диого Катарино да Силва (порт. Diogo Catarino da Silva; род. 9 января 1990, Рио-де-Жанейро) — бразильский игрок в пляжный футбол. Выступает за сборную Бразилии. Участник пяти чемпионатов мира по пляжному футболу.

## Клубная карьера
Родился в Рио-де-Жанейро. Вырос в трущобах фавел, где многие его друзья погибли от употребления наркотиков. В семь лет начал играть в пляжный футбол, а в 11 лет — в обычный футбол. К 19 годам его пригласил в свой состав представители «Америка», но из-за травмы лодыжки он был вынужден завершить карьеру в большом футболе.
После этого Катарино начал тренироваться на пляже вместе с Жуниором Неграном, который пригласил его в команду «Васко да Гама». Тем не менее тренеры не включали его в состав, поэтому впервые за «Васко» Катарино сыграл в официальном матче спустя два года тренировок.
На клубном уровне добивался побед в чемпионате Италии с «Миланом» в 2013 году, чемпионате Португалии 2016 года со «Спортингом», чемпионате России с «Локомотивом» в 2017 году, чемпионате Португалии с «Брагой» 2017 года, чемпионате Польши и Греции в 2022 году, чемпионате Парагвая 2022 и 2023 годов, а также чемпионате Бразилии с «Васко да Гама» в 2017, 2019 и 2020 годах.
Лучший игрок чемпионата России 2017 года и Inter Cup 2013 года (весна).
Кроме того побеждал в первенстве Риу-Гранди-ду-Сул в 2023 году и Кубке Италии 2019 года (с «Катанией»).
Побеждал на Кубке европейских чемпионов 2017 года (вместе с «Брагой») и дважды в Кубке Либертадорес — в 2016 и 2017 годах (с «Васко да Гама»).
Летом 2022 года подписал контракт с саратовской «Дельтой».

## Карьера в сборной
Первым крупным турниром Катарино в футболке сборной Бразилии по пляжному футболу стал Межконтинентальный кубок в ОАЭ в 2013 году. Впервые на чемпионате мира сыграл в 2015 году в Португалии. Впоследствии сыграл на мундиалях 2017 (Багамские Острова), 2019 (Парагвай), 2021 (Россия), 2024 (ОАЭ). Вместе с командой в 2017 году стал чемпионом мира.
Трижды побеждал в квалификации к чемпионату мира в 2017, 2019 и 2021 годов. Победитель Южноамериканской лиги 2017, 2018, 2019 годов. Победитель Кубка Америки 2016 и 2023 годах.
Победитель Межконтинентального кубка 2016 и серебряный призёр данного турнира в 2022 годах. Трижды становился победителем Мундиалито в 2016, 2017 и 2023 годах. Победитель Всемирных пляжных игр 2019 года в Катаре.
Победитель Кубка Мараньяна 2024 года. Дважды побеждал на Кубке Неома в 2022 и 2023 года.
По состоянию на февраль 2024 года провёл за сборную Бразилии 108 матчей и забил 89 голов.

## Достижения
- Победитель Кубка Евразии: 2011